# Conepatus leuconotus
Conepatus leuconotus är ett rovdjur i familjen skunkar som förekommer i Centralamerika och södra Nordamerika.
Artepitet i det vetenskapliga namnet är grekiska för "vit bakdel".

## Utseende
Individerna når en kroppslängd av 40 till 94 cm varav svansen upptar cirka 12 till 40 cm. Honor är allmänt 10 procent mindre än hannar. Vikten varierar mellan 1,1 och 4,5 kg.
Pälsen är på ovansidan i en bred strimma som sträcker sig från huvudet över skuldran och ryggen till svansen vit. Svansen är ofta helt vit och undersidan är svart. I motsats till flera andra skunkar finns inga vita märken på ansiktet som därför är helt svart. Conepatus leuconotus känns kompaktare och tyngre än andra skunkar. Ansiktet kännetecknas av en jämförelsevis stor nos som saknar hår samt av små ögon och öron.

## Utbredning och habitat
Utbredningsområdet sträcker sig från några av USA:s sydliga delstater (Texas, Arizona och New Mexico) över Mexiko, Honduras, El Salvador, Guatemala och Costa Rica till norra Nicaragua.
Arten vistas i flera olika habitat som klippiga torra bergstrakter, gräsmarker, dalgångar av floder, tropiska områden och kustregioner. Den saknas i öknar och tropiska regnskogar.

## Ekologi
Individerna är huvudsakligen aktiva på natten. Födan utgörs främst av insektslarver som skunken gräver med nosen från marken. Den äter även andra ryggradslösa djur, små ryggradsdjur och frukter.
Boet ligger i bergssprickor, övergivna gruvor, under byggnader eller i tunnlar som skapades av skogsråttor.
Parningen sker under senare februari eller tidig mars. Efter dräktigheten som varar ungefär 60 dagar föds ungarna i april eller maj. Per kull föds en till fem ungar, vanligen två till fyra. Under senare augusti är ungarna självständiga.